# Don B. Colton

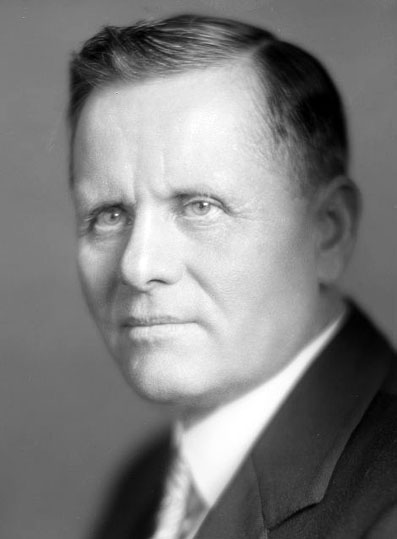
Don B. Colton

Don Byron Colton (* 15. September 1876 bei Mona, Juab County, Utah; † 1. August 1952 in Salt Lake City, Utah) war ein US-amerikanischer Politiker. Zwischen 1921 und 1933 vertrat er den ersten Wahlbezirk des Bundesstaates Utah im US-Repräsentantenhaus.

## Frühe Jahre und politischer Aufstieg
Don Colton zog im Jahr 1879 mit seinen Eltern in das Uintah County, wo er die öffentlichen Schulen besuchte. Bis 1896 studierte er an der Brigham Young University in Provo. In den Jahren 1898, 1901 und 1902 arbeitete Colton als Lehrer. Nach einem anschließenden Jurastudium an der University of Michigan in Ann Arbor wurde er im Jahr 1905 als Rechtsanwalt zugelassen. Daraufhin begann er in Vernal in Utah in seinem neuen Beruf zu arbeiten. Gleichzeitig war er aber auch noch auf anderen Gebieten wie der Vieh- und Schafzucht tätig. Zwischen 1905 und 1914 arbeitete er in Vernal auch für die Landverwaltungsbehörde der Bundesregierung.
Colton wurde Mitglied der Republikanischen Partei. Im Jahr 1903 wurde er in das Repräsentantenhaus von Utah gewählt; zwischen 1915 und 1917 war er Mitglied des Staatssenats. In den Jahren 1914 bis 1924 war er Delegierter auf allen Parteitagen der Republikaner in Utah. Außerdem war er 1904, 1924 und 1928 Delegierter auf den jeweiligen Republican National Conventions, auf denen mit Theodore Roosevelt, Calvin Coolidge und Herbert C. Hoover jeweils Präsidentschaftskandidaten nominiert wurden, die anschließend auch in dieses Amt gewählt wurden.

## Colton im Kongress
Im Jahr 1920 wurde Don Colton für den ersten Wahlbezirk von Utah in das US-Repräsentantenhaus gewählt, wo er am 4. März 1921 Milton H. Welling ablöste. Nach mehreren erfolgreichen Wiederwahlen konnte Colton bis zum 3. März 1933 insgesamt sechs Legislaturperioden im Kongress absolvieren. Dort war er zeitweise Vorsitzender des Wahlausschusses (Committee on Elections No. 1) sowie Mitglied im Ausschuss zur Verwaltung des öffentlichen Landes. Bei den Kongresswahlen des Jahres 1932 unterlag er dem Demokraten Orrice Abram Murdock. Das Wahlergebnis zu Gunsten der Demokraten lag in diesem Jahr im Bundestrend. Höhepunkt dieser Entwicklung war die Wahl von Franklin D. Roosevelt zum US-Präsidenten.

## Weiterer Lebenslauf
Nach dem Ende seiner Zeit im Kongress arbeitete Colton wieder als Rechtsanwalt in Vernal. Im Jahr 1934 kandidierte er erfolglos für einen Sitz im US-Senat. 1937 zog er nach Salt Lake City, wo er sowohl als Rechtsanwalt als auch als Viehzüchter tätig wurde. Im Jahr 1940 kandidierte er ohne Erfolg für den Posten des Gouverneurs von Utah. Er war außerdem aktiv in der Kirche der Mormonen, in der er einige führende Aufgaben wahrnahm.